# Roberta Kelly
Roberta Kelly (Los Angeles, 23 novembre 1942) è una cantante statunitense di disco music e urban gospel contemporaneo, diventata nota per tre dei suoi hits posizionati nella Billboard gioco Hot Dance Music / Club grafico tra il 1976 e il 1978. Il suo singolo di maggior successo negli Stati Uniti, Trouble-Maker, trascorse due settimane al n. 1. Dal 1975 al 1983 cantò come corista per Thelma Houston e in numerosi album di Donna Summer.

## Biografia

### Musica
Prima delle pubblicazioni negli Stati Uniti attraverso la casa discografica Oasis Records del compositore Giorgio Moroder negli anni '70, registrò in Germania il singoloKung Fu Is Back Again (1974), pubblicato da Atlantic Records e prodotto dal cantautore Pete Bellotte insieme a Moroder.
Nel 1975 pubblicò il singolo Love Power, cover di un successo del 1967 degli The Sandpebbles, scritto da Teddy Vann, e in seguito reso popolare come parte del repertorio di Luther Vandross. Il singolo era accompagnato da Drifter, simile a Lady of the night di Donna Summer, mai incluso in alcun album; esso costituisce un esempio della produzione pre-discoteca Moroder-Bellotte. Nell'aprile del 1976 la cantante passò alla disco music con il singolo Trouble-Maker, pubblicando un album con lo stesso nome. L'album conteneva cinque tracce, inclusa una versione estesa di Love Power.
Nel 1977 incise Zodiac Lady, un album controverso che Casablanca Records - durante il periodo d'oro della discoteca - inizialmente aveva rifiutato di pubblicare. Le importazioni dall'Italia invasero le piste da ballo internazionali, portando al successo le title track e canzoni come Love Sign. Questo album generò un singolo da dodici pollici, Zodiacs, che venne suonato in un grande club e fu riproposto in radio. Da quell'album, Funky Stardust, Love Sign e I'm Sagittarius, oltre a Zodiacs stesso, furono pubblicati in diversi paesi. Zodiacs raggiunse il n. 24 nella classifica degli Stati Uniti di Hot Dance / Club Play nel 1977 e al n. 44 della UK Singles Chart nel 1978. Love Sign fu pubblicato come singolo in Italia. Sia Trouble-Make che Zodiac Lady sono stati prodotti da Moroder e Bellotte.
«Una cosa positiva dei produttori disco è che proveranno qualsiasi cosa. Qui il trucco è Gesù, invocato dal nome su brani di danza insolitamente luminosi, rimbalzanti e coerenti, conditi dal pianoforte del gospel e alcune note del sassofono di Jerry Jumonville. Per me, questa congiunzione aggiunge uno stimolo perverso a un disco già attraente: sono sicura che la gente di Studio 54 può usare qualsiasi tipo di salvezza che si presenta sulla loro strada. Maria Maddalena approverebbe.»
Gettin The Spirit, seguì a marzo 1978. Prodotto da Giorgio Moroder e Bob Esty, era un album composto da canzoni gospel, eseguite in stile disco. L'album presentava versioni dance di due successi di Edwin Hawkins, Oh Happy Day e To My Father's House, pubblicate entrambe su un singolo. Gettin The Spirit uscì anche in una versione da discoteca di My Sweet Lord. Raggiunse l'apice al n. 9 nella classifica degli US Hot Dance / Club Play nel 1978.
Quando Papa Giovanni Paolo II succedette a Giovanni Paolo I nel 1978, Roberta Kelly incise il singolo John Paul II. Il singolo non entrò mai in un album, ma alla fine del 1980 fu inserito nella B-side di Tribute to Love. In quel momento la Kelly non era più con la Casablanca Records. Furono pubblicati due singoli: Kabacka Shaka e Roots Can Be Anywhere, ma l'album ebbe un successo limitato anche a causa della scarsa distribuzione. Venne anche rilasciato come This is Roberta Kelly, contenente una versione più lunga di Kabacka Shaka e senza Coconut Rock. L'album fu prodotto da Michael Holm.
Nel 1981, attraverso la Baby Records, Roberta Kelly pubblicò in Italia insieme a Patty Cake l'album Tell Me, prodotto da Jürgen Koppers. Fu un ultimo tentativo di rilanciare la musica disco. Successivamente la cantante non pubblicò più fino al 1995, quando uscì The Sound of Color e Jubilee in Germany, per celebrare il 50 ° anniversario della fine della seconda guerra mondiale.
Durante l'estate del 2008, Roberta Kelly pubblicò il singolo America (The Sound of Color Realized).

### Televisione
Per la televisione, nel 1979 si esibì con il brano Oh Happy Day nella serie tv The Kenny Everett Video Cassette e nel 2011 Zodiac in uno degli episodi della serie Prime Time Soap.
Interpretò sé stessa in varie serie per la televisione e fu ospite in diversi show tv: Musikladen (1976) e Les rendez-vous du dimanche condotto da Michel Drucker (nell'episodio del 31 ottobre 1976), Numéro un nell'episodio Petula Clark (1977).

## Discografia

### Album
- Trouble-Maker (1976)[11]
- Zodiac Lady (1977)
- Gettin' The Spirit (1978)
- Roots Can Be Anywhere (1980)
- This Is Roberta Kelly (1980)
- Tell Me (1981)
- Sound of Color (1995)

### Singoli
- Kung Fu Is Back Again (1974)
- Love Power (1975)
- Trouble-Maker (1976)
- Zodiacs (1977)
- Love Sign (1977)
- Funky Stardust (1977)
- I’m Sagittarius (1977)
- Oh Happy Day (1978)
- Gettin' The Spirit (1978)
- John Paul II (1979)
- Roots Can Be Anywhere (1980)
- Kabacka Shacka (1980)
- Patty Cake (1981)
- America (The Sound of Colour Realized) (2008)